# Стадио Олимпико (Сан Марино)
„Стадио Олимпико“ е многофункционален стадион в град Серавале, Сан Марино.
Построен е през 1969 г. Разполага с капацитет от 5115 места. Приема домакинските мачове на националния отбор по футбол на Сан Марино, както и мачовете от евротурнирите на клубните отбори от Сан Марино.